# BMW R 80 ST

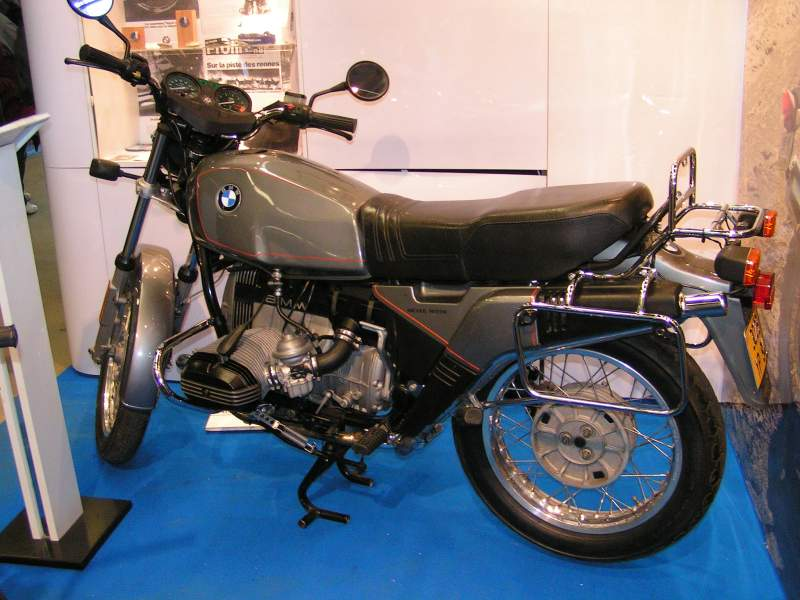
R 80 ST

La R 80 ST est un modèle de motocyclette du constructeur allemand BMW.
Fort du succès de la R 80 G/S et afin d'exploiter au mieux les qualités routières de cette moto, BMW décide de l'éditer en 1982 en une version plus routière. Ainsi est créée la R 80 ST. 
Pour ce faire, elle adopte une roue avant de 19 (21 pour la G/S), ses suspensions sont légèrement rabaissées et est habillée d'éléments plus routiers. Cette moto gagne un train avant plus précis et des pneumatiques plus adaptés aux conditions routières.
Esthétiquement, la ST diffère donc de la R 80 G/S. Le réservoir contient 0,5 litre d’essence de moins et le bouchon intégré affleure son sommet. La ST abandonne la tête de fourche en plastique avec phare intégré de la G/S pour un ensemble plus classique avec un grand phare chromé, et une instrumentation plus complète et plus lisible. Le pot est chromé, les caches latéraux sont spécifiques et le garde-boue avant est placé au ras de la roue. Outre ces différences, elle reprend la quasi-totalité des éléments de la G/S dont le moteur bicylindre à plat de 797,5 cm3 qui délivre 50 ch à 6 500 tr/min. La boite à 5 rapport et la transmission acatène sont également identiques.
La ST bénéfice d'une peinture bordeaux ou grise, avec des liserés.
La R 80 ST ne rencontrera pas le succès escompté, elle ne fut produite que deux années, de 1982 à 1984 avec 5963 exemplaires fabriqués. Il faut toutefois relativiser cet apparent échec, elle ne couta en effet quasiment rien à BMW en étude et en outil de production et reste l'un des modèles routiers/citadins les plus efficaces de l'époque.